# Theodore Roosevelt Island
Theodore Roosevelt Island, früher als My Lord’s Island, Barbadoes Island, Mason’s Island, Analostan Island, und Anacostine Island bekannt, ist ein National Memorial, das sich im Potomac River in Washington, D.C. befindet. Sie teilt den Potomac in den breiteren linksseitigen Georgetown Channel und den rechtsseitigen Little River. Es wurde der amerikanischen Bevölkerung von der Theodore Roosevelt Association zur Erinnerung an den 26. US-Präsidenten Theodore Roosevelt geschenkt. Das Gelände des Denkmals besteht aus dem Platz mit der Statue von Roosevelt und zwei Zierbrunnen, das Gelände rundherum ist ein naturbelassener Park. Die Insel liegt nördlich von Columbia Island und kann über eine Fußgängerbrücke erreicht werden, die zu einem asphaltierten Fußweg führt. Die Brücke verbindet die Insel mit dem Ufer des Potomac in Virginia. Am südlichen Ende der Insel liegt die kleine Insel Little Island. Vom Ostufer der Insel kann man das John F. Kennedy Center for the Performing Arts sehen.

## Geschichte
Die Nacotchtank-Indianer, die früher im heutigen Anacostia lebten, zogen vorübergehend im Jahr 1668 auf die Insel und gaben ihr den ersten bekannten Namen „Anacostine“. Im Jahr 1682 ließ Captain Randolph Brandt sich die Insel unter dem Namen Anacostine Island registrieren. Nach seinem Tod 1698/1699 vermachte er sie an seine Tochter Margaret Hammersley. George Mason kaufte die Insel im Jahr 1724. John Mason, der Sohn von George Mason, erwarb die Insel im Jahr 1792 und hatte sie bis 1833 in seinem Besitz. Anfang des 19. Jahrhunderts baute Mason ein Haus und legte einen Garten an. Als ein Staudamm den Fluss aufstaute, verließen die Masons 1831 die Insel.
Mit Ausnahme einer kurzen Periode im Bürgerkrieg, als die Unionstruppen dort stationiert waren, war die Insel seit dem Wegzug der Masons unbewohnt. Bis zum Bau des Denkmals wurde die Insel von den Einheimischen „Mason’s Island“ genannt. Um 1906 brach auf der Insel ein Feuer aus und beschädigte das Haus stark. Teile der Grundmauern sind das Einzige, das heute noch zu sehen ist. Von 1913 bis 1931 war die Insel im Besitz der Washington Gas Light Company, die die Insel unkontrolliert verwildern ließ.

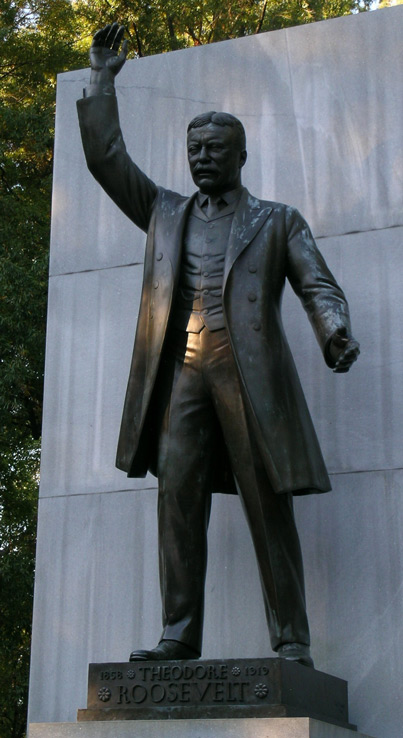
Die Theodore-Roosevelt-Statue von Paul Manship

## Gedenkstätte
Die Theodore Roosevelt Memorial Association kaufte 1931 die 35,81 Hektar große, bewaldete Insel von der Washington Gas Light Company, um dort eine Gedenkstätte in der Tradition der Presidential Memorials zu Ehren Roosevelts zu bauen. Der Congress genehmigte das Denkmal am 21. Mai 1932. 1960 bewilligte der Congress Mittel für das Denkmal, das am 27. Oktober 1967 eingeweiht wurde. Die Gedenkstätte, die von Eric Gugler entworfen wurde, beinhaltet eine fünf Meter hohe Statue von Bildhauer Paul Manship. Außerdem gehören vier große Steinmonolithe mit einigen berühmten Zitaten von Roosevelt und zwei große Brunnen zur Gedenkstätte. Die Insel wird nun als Teil des George Washington Memorial Parkway vom National Park Service gepflegt. Am 15. Oktober 1966 wurde das National Memorial, wie alle vom National Park Service verwalteten historischen Anlagen, im National Register of Historic Places registriert.

## Öffentlicher Zugang

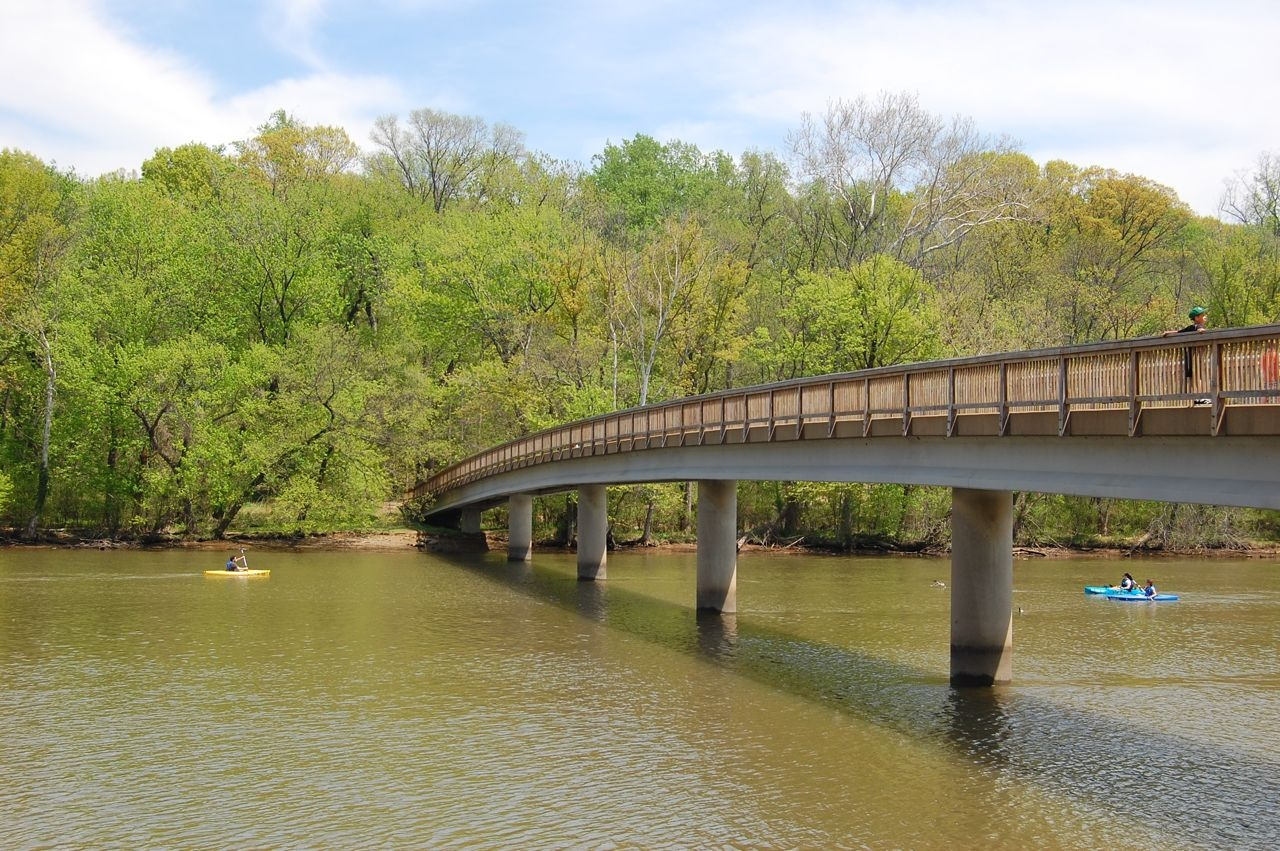
Die Fußgängerbrücke zur Insel

Obwohl die Insel zum District of Columbia gehört, ist sie nur vom George Washington Memorial Parkway in Arlington County zu erreichen. Autos und Fahrräder sind auf der Insel verboten.
Geparkt werden kann nur auf den Parkplätzen zwischen dem George Washington Memorial Parkway und dem Potomac. Die nächstgelegene Station der Washington Metro ist die Rosslyn Station.